# 40,6 cm Schnellladekanone C/34
40,6 cm Schnellladekanone C/34 (nieoficjalna nazwa: Adolfkanone – działo Adolf) – niemiecka armata okrętowa przeznaczona dla projektowanych pancerników typu H, ostatecznie użyta w bateriach obrony wybrzeża.

## Historia
W 1934 roku w zakładach Friedrich Krupp AG opracowano prototyp armaty okrętowej kal. 406 mm oznaczony jako 40.6 cm SK C/34, która miała znaleźć się na wyposażeniu niemieckich pancerników. W związku z tym, że do uzbrojenia budowanych w tym czasie pancerników typu Scharnhorst i Bismarck użyto dział mniejszego kalibru, wycofano się z tego projektu.
Ostatecznie produkcja dział rozpoczęła się w styczniu 1939 roku na potrzeby pancerników typu H, a w 1940 roku uznana została za priorytetową. Rezygnacja z budowy pancerników typu H przerwała w listopadzie tego roku prace nad działami. Wytworzone w tym czasie i odpowiednio przebudowane działa zostały przeznaczone do obrony wybrzeża.

## Użycie bojowe
W 1940 roku z trzech dział utworzono baterię Schleswig Holstein, która została umieszczona na Helu (w obrębie przedwojennych fortyfikacji Rejonu Umocnionego). Krótko po próbach ogniowych w 1941 roku bateria została zlikwidowana. Jej działa zostały skierowane do Francji, gdzie utworzono w 1942 roku baterię Lindemann umieszczoną na przylądku Blanc Nez koło Calais, była wykorzystywana do zwalczania żeglugi alianckiej w Cieśninie Kaletańskiej. Próby jej zniszczenia przez lotnictwo i okręty alianckie nie przyniosły żadnych efektów, ostatecznie została zdobyta w 1944 roku po ataku od strony lądu.
W 1941 roku wysłano do Norwegii 8 dział, z których utworzono dwie baterie, przy czym jedno z dział utracono w trakcie transportu. Baterię Dietl składającą się z trzech  dział umieszczono na wyspie Engeløya, a drugą baterię – Theo, składającą się z czterech dział, umieszczono w miejscowości Trondenes koło Harstad. Obie baterie były gotowe do działań bojowych w 1943 roku.
Baterie znajdujące się na terenie Norwegii po zakończeniu II wojny światowej zostały przejęte przez armię norweską i były używane do obrony wybrzeża. Bateria na wyspie Engeløya została zlikwidowana w 1956 roku, a bateria z Trondenes w 1964 roku. Jedno z dział baterii z Trondenes jest udostępnione do zwiedzania.
W Helu w sześciu zachowanych budowlach baterii (trzy stanowiska artyleryjskie, wieża kierowania ogniem i dwa magazyny amunicyjne) utworzono w 2006 r. Muzeum Obrony Wybrzeża – od 2017 r. rozbudowane w Helski Kompleks Muzealny.